# Solana del Zamborino
Solana de Zamborino es el nombre que recibe un yacimiento arqueológico y paleontológico situado a 7 kilómetros de Fonelas, provincia de Granada. Se encuentra al borde de una de las múltiples lagunas en las que se escindiría el gran lago de Guadix-Baza. 
En él se han hallado los bifaces más antiguos de Europa tras los de la cueva Negra (Murcia), y unos restos de fuego que podrían ser las evidencias de domesticación del fuego más antiguas de Europa.
Está declarado como «Lugar de interés geológico español de relevancia internacional» (Geosite) por el Instituto Geológico y Minero de España, con la denominación «VP20: La Solana del Zamborino», dentro de la categoría «yacimientos de vertebrados del Plioceno-Pleistoceno español».

## Historiografía del yacimiento
Fue descubierto en 1964 y prospectado, a principios de la década de los 1970, por miembros del departamento de Prehistoria de la Universidad de Granada identificándose industria paleolítica así como restos de fauna pleistocénica. Entre 1972 y 1976 se realizaron cuatro campañas arqueológicas, publicándose tan solo los avances de las campañas de 1972 y 1973. Posteriormente se realizaron estudios sobre la fauna del yacimiento y, en 1998, se publicaría un análisis técnico sobre la industria.
En 2009 Gary Scott y Luis Gibert realizaron un estudio geocronológico en el Berkeley Geochronology Center, publicado en la revista nature, con el que descubrieron que el yacimiento era más antiguo de lo que se creía, situando su cronología en el 760 000 AP.

## Características
En el yacimiento aparecen un importante número de restos óseos de animales, especialmente équidos jóvenes y bóvidos, así como microfauna (roedores) a partir de las investigaciones en la década de 1980. La mayor parte de la industria lítica está realizada con cuarzo y cuarcita aunque también se encuentran instrumentos de sílex, entre los que destaca un gran bifaz desconocido hasta el momento en el Sur peninsular. Se identifican varios hogares en cubeta, clásicos del Paleolítico medio.
El yacimiento se divide en tres niveles. El nivel de ocupación (nivel C) muestra piezas pequeñas, como perforadores, y otras mayores como choppers o chopping tools, también interpretados como núcleos para extraer lascas; el nivel medio (nivel B) es el de máxima ocupación del emplazamiento, apareciendo puntas de aspecto triangular y posiblemente puntas de Tayac o sus precedentes; en el nivel de abandono (A), los materiales son escasos, entre los que se encuentran cuarcitas talladas y algunas lascas.
La existencia de una fractura estratigráfica se interpretó en un primer momento como una trampa para caza, si bien ha cobrado fuerza la hipótesis de que se tratase de una fractura natural debida a la termodilatación de los materiales.
Aunque en un principio, al utilizarse exclusivamente criterios arqueológicos, se creyó que las fechas del yacimiento estarían entre 128 000 y  80 000 AP, los estudios geocronológicos mediante paleomagnetismo han demostrado que tiene una antigüedad de al menos 760 000 años.

## Interpretación del yacimiento
La primera propuesta realizada para este yacimiento fue que se tratara de un cazadero en el cual se acorralaba a las piezas mediante el uso del fuego. Sin embargo, pronto surgieron críticas ya que los restos de fuegos podían ser consecuencia accidental de hogares mal apagados y expuestos a agentes naturales. Así mismo la evidencia de trampas se reduce a una fractura estratigráfica explicable por la termoalteración de los materiales blandos del suelo. No se han encontrado la cantidad de restos óseos o herramientas que corresponderían a un cazadero de estas características.
Una segunda propuesta afirma que el lugar fuera un punto de aprovechamiento incidental, un alto de caza momentáneo.
Por otro lado la antigüedad de los bifaces encontrados en el yacimiento serían una prueba arqueológica de que los homininos pasaron el estrecho de Gibraltar durante el paleolítico inferior.